# 水文学

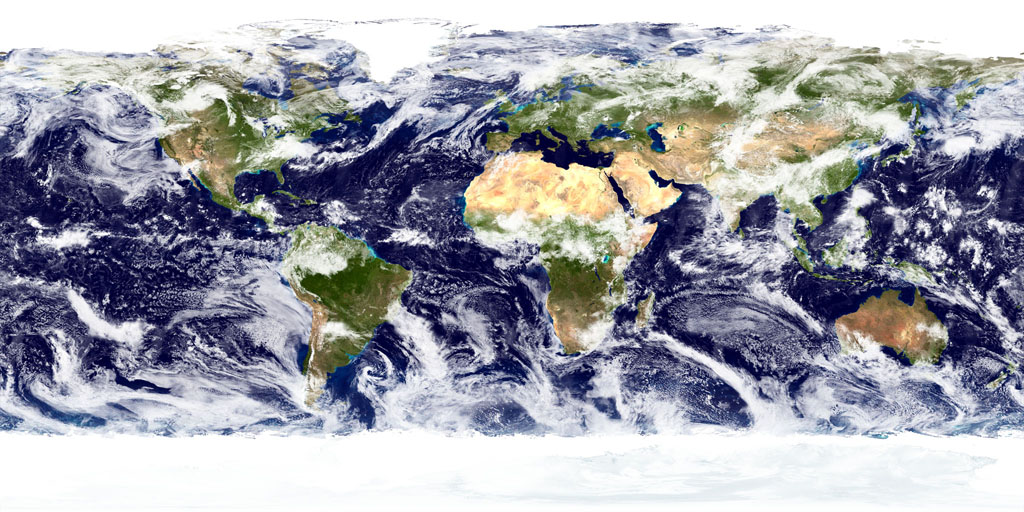
水覆盖了70%的地球表面。

水文学（英語：Hydrology）属于地理學，研究的是关于地球表面、土壤中、岩石下和大气中水的各種行為，包含水循環、含量、分布、物理化學特性、對物質影响以及与所有生物之间关系的科学。

## 水文的基本概念

### 水循環

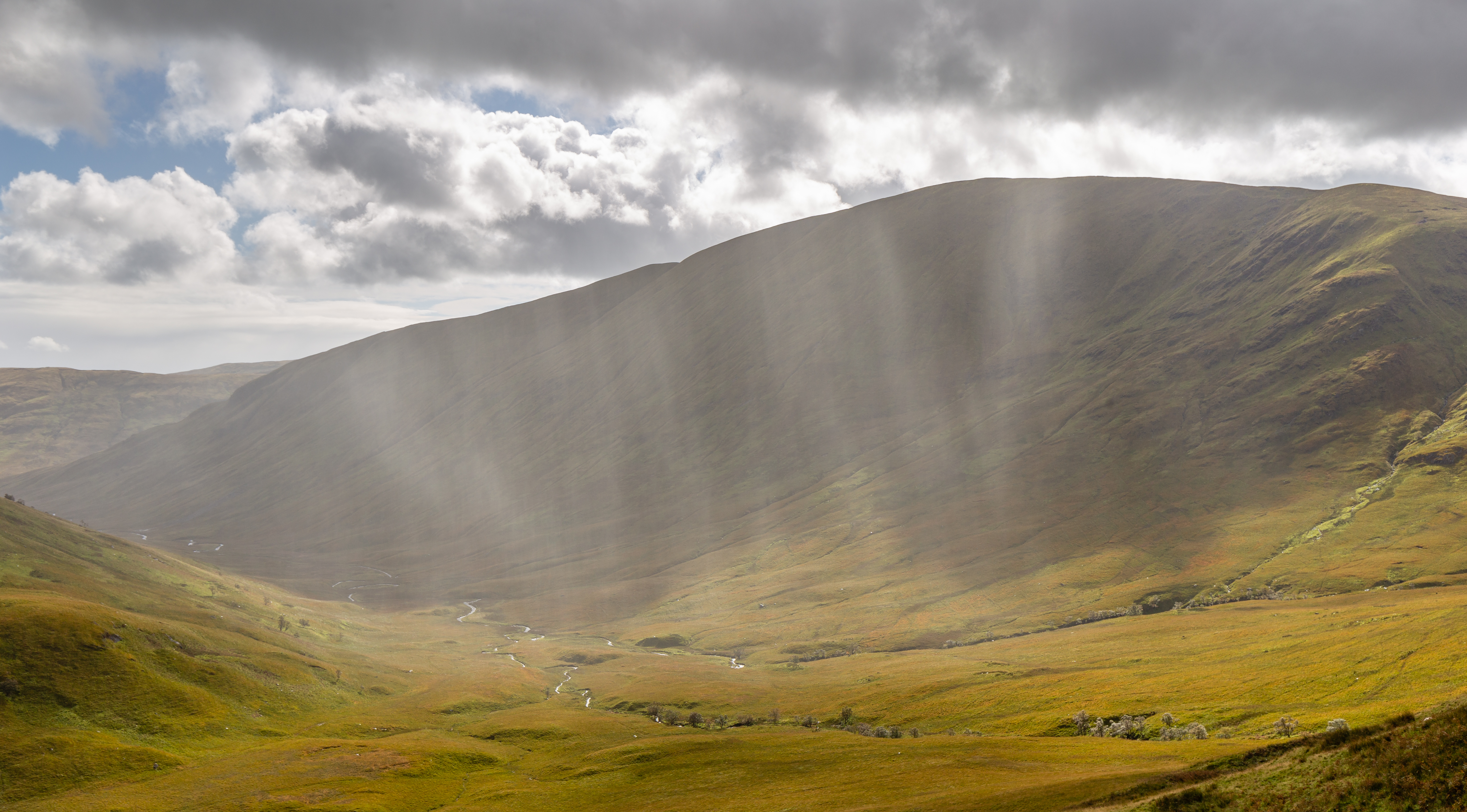
蘇格蘭拉斯山上的雨

水分子藉由吸收太陽的輻射能，使其從海水或是陸地蒸發，可因為地面溫度過低而直接在蒸發後不久凝結於地表，甚至凝固稱做霜，大多數情況蒸發的水分子，或稱做水蒸氣，上升至高空，因寒冷而凝結成雲，再以雨水、雪、冰雹等形式降至海洋、陸地，若降落在寒冷高地則可能形成冰川，或在較為平緩的地勢匯集形成湖泊或河流，或是滲入土壤成為地下水，隨後河水、湖水、地下水等液態水分子再流入海洋，這當中可能還伴隨著蒸發。由於這個過程可以不斷的循環發生，因此稱為水循環。在水循環的過程中，還必需顧及生物系統對於水資源的遲延作用，同時地表滯留洼蓄、植物截留與中間流的效應也是水循環的一部份。

### 水平衡
水平衡是指地表上某一區域，在一定時間之內，水量收入和支出的均衡狀態。全球海陸總降水量又與總蒸發量保持平衡，大約57萬立方公里。儘管整體來說全球保持水平衡，但不同地區，因為氣候的差異，使得水平衡會隨著時間、空間產生變化，一般而言，降水量與蒸發量的差額稱為逕流量，包括地面水體與地下水。逕流量可以反應一地可用水的盈虧，也就是一個地區是否為剩水區或缺水區，更意味著逕流量的差距，在不同地區會影響人們用水的習慣。例如在以色列，該國因地處副熱帶高壓區，因大量蒸發與缺少降水，儘管約旦河流經而該國，逕流量仍為負值，而在農業上發展出對水的高度節約使用技術，稱為「滴灌」。

### 水資源
地球上總水量約有13.8億立方公里。其中以海水的儲量最大，佔據96.5%，而人類生活所仰賴的淡水資源，則分布在地下水、河川、湖泊、冰川等分布在陸地上的水體，實際上可以讓人類直接利用者為地下淡水、淡水湖、河水，不及世界總水量1%（見下文水體儲量表格）在各大陸上，淡水資源分布極為不均，世界上水資源最豐富的地區是赤道區，尤其是南美洲與非洲具有陸地的赤道區，而相對較為乾燥的地區，則是副熱帶高壓區，以及溫帶大陸內部。

### 水污染
水體之中含有化合物，可能包括離子化合物或分子化合物等，一旦這些化合物包含著對人類、動植物或是生態環境帶來危害，便稱為水污染。例如在河川上游的水庫、集水區域，因為人類活動而受到污染時，可能會造成優養化的現象，則會干擾水資源的提供與分配。而下游則會因為工業廢水、都市廢水等，使得水資源失去了被觀賞、遊玩、垂釣、生態棲息的功能。

## 特殊形態的水體

### 河流
當降水量超過地面的滲入量，過剩的雨水會沿著地表的坡度向海拔較低處流動，經年累月會在地表上刻劃出小的紋路或水溝，長期下來會因為持續侵蝕溝道而形成具有固定流道的河流。

### 湖泊
水體在地表凹陷處長及積聚，終年不乾不涸，且水深在五公尺以上者稱為湖泊。分布於外流河流域的湖泊，由於湖水外流，鹽類不會堆積，因此多為淡水湖；分布遠離海岸的內流河流域之湖泊，鹽類積聚容易，多成為鹹水湖。

### 冰河
高山或兩極地區的積雪由本身壓力形成冰塊，又因重力作用而沿地表坡度滑動，這種移動的大冰塊稱為冰河，亦稱冰川。

### 地下水
廣義地下水指降水滲入地面後，儲存在地面以下的水體，包含不飽和帶土壤水，和飽和帶地下水，後者為狹義地下水。

### 海洋
地表上除陸地以外的廣大鹹水域。包括太平洋、大西洋、印度洋、地中海、北冰洋等，約占地表面積71%。

## 各種水體儲量表
| 水體種類   | 儲量（千立方公里） | 佔總水體千分比 | 佔總淡水千分比 | 滯留時間              |
| ---------- | ------------------ | -------------- | -------------- | --------------------- |
| 海水       | 1,338,000          | 965.3          | ——             | 2500年                |
| 地下鹹水   | 12,870             | 9.3            | ——             | 深層1400年            |
| 地下淡水   | 10,530             | 7.6            | 300.6          | 深層1400年            |
| 永凍土底水 | 300                | 0.22           | 8.6            | 10000年               |
| 土壤水     | 17                 | 0.01           | 0.5            | 1年                   |
| 鹹水湖     | 85                 | 0.06           | ——             | 17年                  |
| 淡水湖     | 91                 | 0.07           | 2.6            | 17年                  |
| 沼澤水     | 12                 | 0.008          | 0.3            | 5年                   |
| 河水       | 2                  | 0.002          | 0.06           | 16天                  |
| 生物水     | 1                  | 0.001          | 0.03           | 數小時                |
| 冰川       | 24,064             | 17.36          | 686.97         | 極地9700年 高山1600年 |
| 大氣水     | 12                 | 0.01           | 0.34           | 8天                   |
| 水體總計   | 1,385,984          | 1000           | ——             | ——                    |
| 淡水總計   | 35,029             | 25.3           | 1000           | ——                    |

## 分支学科
- 河流水文学（也称“河川水文学”）
- 湖泊水文学
- 沼泽水文学
- 冰川水文学
- 雪水文学
- 水文信息学
- 水文气象学
- 地下水水文学
- 区域水文学
- 海洋水文学
- 农业水文学
- 森林水文学
- 都市水文学